# Марракос
Марракос (ісп. Marracos) — муніципалітет в Іспанії, у складі автономної спільноти Арагон, у провінції Сарагоса. Населення — 100 осіб (2010).
Муніципалітет розташований на відстані близько 260 км на схід від Мадрида, 49 км на південь від Сарагоси.
На території муніципалітету розташовані такі населені пункти: (дані про населення за 2010 рік)
- Марракос: 100 осіб
- Сальто-дель-Лобо: 0 осіб

## Демографія
Динаміка населення (INE ):